# Sangihebulbyl
Sangihebulbyl (Hypsipetes platenae) är en fågel i familjen bulbyler inom ordningen tättingar.

## Utbredning och systematik
Fågeln förekommer på Sangihe norr om Sulawesi. Den kategoriserades tidigare som underart till Hypsipetes longirostris, men urskiljs numera vanligen som egen art.

## Status
Den placeras i hotkategorin akut hotad.